# Grand-Pré
Grand-Pré ist ein Unincorporated Place (gemeindefreier Ort) in Nova Scotia in Kanada. Grand-Pré liegt am Ufer des Minas-Beckens 83 km nordwestlich von Halifax.
Der Ort wurde kurz vor 1680 von Akadiern gegründet. Der Name bezieht sich auf ein 1000 Hektar großes, fruchtbares Sumpfgebiet, das die Siedler ermutigte, sich östlich von Port Royal niederzulassen, um das Land an den Ufern des Minas-Beckens zu nutzen. Zum Schutz des niedrig gelegenen Sumpfes vor den Gezeiten des salzhaltigen Meerwassers nutzten die Siedler traditionelle französische Deichbautechniken. Ihre Produkte exportierten die Bauern jährlich nach Port-Royal, in andere französische Kolonien und nach Neuengland.
Zu Beginn des 18. Jahrhunderts war Grand-Pré der Mittelpunkt von Les Mines (Minas), der bevölkerungsreichsten von drei akadischen Regionen. In den 1740er Jahren bestand er aus 150 Häusern, die sich entlang einer etwa 4 km langen Linie erstreckten. Am 11. Februar 1747 fand hier die Schlacht von Grand-Pré statt, ein Überraschungsangriff von Franzosen und Indianern auf britische Truppen während des Österreichischen Erbfolgekrieges.
Das romantische Gedicht Evangeline von Henry Wadsworth Longfellow erinnert an die tragischen Ereignisse der akadischen Deportation in Grand-Pré im Jahr 1755. 1917 wurde in der Nähe des Dorfkerns ein Grundstück auserkoren, um sich zu einer touristischen Attraktion zu entwickeln, 1920 wurde eine Bronzestatue von Evangeline enthüllt und 1930 eine Gedächtniskapelle im Stile der französischen Architektur aus der Mitte des 18. Jahrhunderts eingeweiht. Das Gebiet ist heute zur historischen Stätte Grand Pré National Historic Park geworden.
Die Kulturlandschaft Grand Pré zählt seit 2012 zum UNESCO-Welterbe.